# المقص (الأردن)
المقص أو تل المقص هي منطقة أثرية تقع بالقرب من مدينة العقبة في الأردن. ويعد موقع تل المقص من أقدم مناطق الاستقرار الدائم في منطقة البحر الأحمر والعقبة. كشفت الحفريات في مساكن الإنسان والتي يعود تاريخها إلى الفترة ما بين نهاية العصر الحجري-المعدني (الكالكوليثي) وبداية العصر البرونزي 3700-3200 قبل الميلاد. أظهرت الحفريات التي قامت بها الجامعة الأردنية بالتعاون مع المعهد الألماني ودائرة الآثار العامة وجود مخلفات تدل على انه تم في الموقع عمليات تصنيع خامات النحاس، حيث عثر على بقايا الخامات والكتل المعدنية والبوتقات التي كانت تصهر فيها مادة النحاس والقوالب الفخارية التي كان يتم صب معدن النحاس فيها. يحتوي الموقع على بقايا لبرج مراقبة نبطي أيضاً.